# Technische Sicherheit
Technische Sicherheit ist eine seit 2011 erscheinende Fachzeitschrift. Themen sind unter anderem Anlagenplanung und -überwachung, Prüftechnik, Risikomanagement, Sicherheitstechnik, Arbeits- und Gesundheitsschutz sowie Brand- und Explosionsschutz.
Von Technische Sicherheit erscheinen im Jahr sechs Ausgaben. Die Zeitschrift wird durch die VDI Fachmedien GmbH & Co. KG verlegt.